# Kande
Kande kommer af latin canna, rør, som den minder om i formen.
Oprindeligt var kander drikkekar af metal eller træ af cylindrisk eller konisk form og forsynet med hank (kandedreng) og med et låg med et hængsel. Det løftedes ved at sætte fingeren på gækken (slå gækken løs). Gækken er et greb, som gik ud fra eller over hanken. De største brugtes ved hverv- (rund-)drik, idet kander først var øldrikkens kar. De gik retsinds: fra højre til venstre, med solen). Kander var indvendigt forsynet med stifter med mellemrum for at afmærke ølstanden, pælene. Heraf udtrykket at pægle den: drikke til pægls.
De små lavskander hed også Röhrchen. Brugtes kander som beholdere, var de forsynet med tud (tudkande). En pibekande har et skænkerør skråt fra kandens bund.